# Charles Chaput
Pour les articles homonymes, voir Chaput.
Charles Joseph Chaput, né le 26 septembre 1944 à Concordia dans le Kansas aux États-Unis, est un capucin américain en partie d'origine amérindienne, archevêque émérite de Philadelphie depuis janvier 2020.

## Biographie
Charles Chaput est issu, par sa mère, de la tribu des Prairie Band Potawatomi présente au Kansas, tandis que son père est d'ascendance française (descendant direct de Saint Louis selon certaines sources).
Ressentant sa vocation sacerdotale dès l'âge de 13 ans, il suit sa scolarité à Concordia, puis à Victoria au Kansas.
En 1965, il entre au noviciat des frères mineurs capucins à Pittsburgh en Pennsylvanie. En 1967, il obtient un baccalauréat universitaire ès lettres (licence) de Philosophie. Le 14 juillet 1968, il fait profession solennelle comme frère capucin. Il poursuit ses études de psychologie à l'Université catholique d'Amérique de Washington en 1969. Il y obtient l'année suivante une maîtrise.

### Prêtre
Il est ordonné prêtre de l'ordre des frères mineurs capucins le 29 août 1970 par Cyril Vogel, évêque de Salina. Après avoir encore obtenu un master en théologie en 1971 à l'université de San Francisco, il occupe différents postes, en particulier au service de son ordre.
En 1987, il fait partie d'une délégation d'amérindiens qui accueille le pape Jean-Paul II à Phoenix en Arizona, au cours de son voyage en Amérique.

### Évêque
Le 11 avril 1988, il est nommé évêque de Rapid City. Il reçoit la consécration épiscopale des mains de Pio Laghi, alors délégué apostolique aux États-Unis. Il est alors le deuxième amérindien à être ordonné évêque. Il choisit comme devise épiscopale une citation de la lettre de Saint Paul aux Éphésiens : « Comme le Christ a aimé l'Église » (Ep 5, 25).
Il est transféré à Denver le 18 février 1997 où il succède à James Francis Stafford, appelé à Rome pour prendre la direction du conseil pontifical pour les laïcs. Il consacre James Conley comme évêque auxiliaire de Denver en 2008.
De 2003 à 2007, il est membre de la Commission des États-Unis sur la liberté religieuse internationale.
Le 19 juillet 2011, Benoît XVI le nomme archevêque de Philadelphie en remplacement du cardinal Justin Francis Rigali qui se retire pour limite d'âge. Il s'occupe, au sein de la Conférence des évêques catholiques des États-Unis, de la Commission du laïcat, du mariage, de la vie familiale et de la jeunesse.
Le pape François accepte sa démission pour limite d'âge le 23 janvier 2020.

### Sources et traduction
- (en) Cet article est partiellement ou en totalité issu de l’article de Wikipédia en anglais intitulé « Charles J. Chaput » (voir la liste des auteurs).